# ديفيد لوف
ديفيد لوف (بالإنجليزية: David Love)‏ هو جيولوجي أمريكي، ولد في 17 أبريل 1913 في ريفرتون في الولايات المتحدة، وتوفي في 23 أغسطس 2002 في كاسبر في الولايات المتحدة.